# Radula pseudoscripta
Radula pseudoscripta là một loài rêu trong họ Radulaceae. Loài này được Renner, Matt A. M. mô tả khoa học đầu tiên năm 2006.